# DFB-Pokal 1983/84
DFB-Pokalsieger 1984 war der FC Bayern München. Erstmals wurde in diesem Jahr ein Finale durch ein Elfmeterschießen entschieden. Dabei schoss der für Borussia Mönchengladbach spielende Lothar Matthäus seinen Elfmeter über das Tor. Da Matthäus’ Wechsel zum FC Bayern bereits feststand, erhielt der Fehlschuss eine gewisse Brisanz. Allerdings verschossen nach ihm noch zwei weitere Schützen. Das Finale wurde am 31. Mai 1984 in Frankfurt am Main ausgetragen und war das letzte Endspiel, das nicht im Berliner Olympiastadion ausgetragen wurde.
Das erste Halbfinale zwischen Borussia Mönchengladbach und Werder Bremen war durch mehrfach wechselnde Führungen gekennzeichnet. Die Bremer verwandelten einen 1:3-Rückstand innerhalb von sechs Minuten bis zur 82. Spielminute durch Uwe Reinders in eine 4:3-Führung, mussten jedoch in der Nachspielzeit den erneuten Ausgleich durch Hans-Jörg Criens hinnehmen und verloren das Spiel noch mit 4:5 nach Verlängerung. Im Halbfinale zwischen dem FC Bayern und dem FC Schalke 04 erzielte Olaf Thon, am Tag vor dem Spiel 18 Jahre alt geworden, drei Tore für die „Knappen“ beim 6:6 nach Verlängerung.
Titelverteidiger 1. FC Köln war im Achtelfinale an Hannover 96 gescheitert.
Bei ihrer anschließenden letzten Teilnahme am Europapokal der Pokalsieger schieden die Bayern im Halbfinale gegen den späteren Cupsieger FC Everton aus.

## Teilnehmende Mannschaften
- Für die 1. Hauptrunde waren folgende Mannschaften qualifiziert.

| Bundesliga die 18 Vereine der Saison 1982/83 | 2. Bundesliga die 18 Vereine der Saison 1982/83 | Amateure Nord Berlin Westfalen Nordrhein | Amateure Hessen Südwest Baden-Württemberg Bayern |
| --- | --- | --- | --- |
| Hamburger SV Werder Bremen VfB Stuttgart FC Bayern München 1. FC Köln (TV) 1. FC Kaiserslautern Borussia Dortmund Arminia Bielefeld Fortuna Düsseldorf Eintracht Frankfurt Bayer 04 Leverkusen Borussia Mönchengladbach VfL Bochum 1. FC Nürnberg Eintracht Braunschweig SV Waldhof Mannheim Kickers Offenbach Bayer 05 Uerdingen | FC Schalke 04 Karlsruher SC Hertha BSC KSV Hessen Kassel Stuttgarter Kickers SC Fortuna Köln SV Darmstadt 98 SC Freiburg Alemannia Aachen VfL Osnabrück MSV Duisburg Hannover 96 BV 08 Lüttringhausen Rot-Weiss Essen SG Wattenscheid 09 SG Union Solingen SC Charlottenburg SSV Ulm 1846 | - Nord: SV Arminia Hannover Werder Bremen (A) Holstein Kiel Hummelsbütteler SV Göttingen 05 TuS Lingen - Westfalen: TuS Schloß Neuhaus Rot-Weiß Lüdenscheid SC Herford FC Gohfeld - Nordrhein: 1. FC Köln (A) 1. FC Bocholt VfR Aachen-Forst | - Hessen: FSV Frankfurt KSV Baunatal Spvgg. 03 Neu-Isenburg - Südwest: 1. FSV Mainz 05 FC 08 Homburg / Saar Hassia Bingen SG Ellingen-Bonefeld - Baden-Württemberg: SV Sandhausen 1. Göppinger SV SC Pfullendorf - Bayern: SpVgg Fürth FC Augsburg SpVgg Bayreuth ASV Burglengenfeld SV Heidingsfeld |

## 1. Hauptrunde
| Datum                    |                      | Ergebnis  |                          |
| ------------------------ | -------------------- | --------- | ------------------------ |
| Di 16.08.1983, 18:30 Uhr | 1. FSV Mainz 05      | 0:1       | VfB Stuttgart            |
| Fr 26.08.1983, 18:30 Uhr | SV Heidingsfeld      | 5:1       | 1. Göppinger SV          |
| Fr 26.08.1983, 20:00 Uhr | VfL Osnabrück        | 3:1       | 1. FC Nürnberg           |
| Fr 26.08.1983, 20:00 Uhr | Alemannia Aachen     | 1:0       | VfL Bochum               |
| Fr 26.08.1983, 20:00 Uhr | FC Schalke 04        | 3:0       | Fortuna Düsseldorf       |
| Sa 27.08.1983, 15:00 Uhr | Werder Bremen (A)    | 1:3       | Stuttgarter Kickers      |
| Sa 27.08.1983, 15:00 Uhr | Rot-Weiß Lüdenscheid | 3:2       | SSV Ulm 1846             |
| Sa 27.08.1983, 15:00 Uhr | 1. FC Köln (A)       | 2:1       | FC Gohfeld               |
| Sa 27.08.1983, 15:30 Uhr | Hamburger SV         | 4:1       | Borussia Dortmund        |
| Sa 27.08.1983, 15:30 Uhr | SV Waldhof Mannheim  | 3:1       | Bayer 04 Leverkusen      |
| Sa 27.08.1983, 15:30 Uhr | KSV Hessen Kassel    | 0:3       | FC Bayern München        |
| Sa 27.08.1983, 15:30 Uhr | SC Fortuna Köln      | 2:3       | Borussia Mönchengladbach |
| Sa 27.08.1983, 15:30 Uhr | MSV Duisburg         | 1:2 n. V. | 1. FC Kaiserslautern     |
| Sa 27.08.1983, 15:30 Uhr | SV Sandhausen        | 0:0 n. V. | Bayer 05 Uerdingen       |
| Sa 27.08.1983, 15:30 Uhr | VfR Aachen-Forst     | 1:6       | 1. FC Köln               |
| Sa 27.08.1983, 15:30 Uhr | SC Pfullendorf       | 0:7       | Eintracht Braunschweig   |
| Sa 27.08.1983, 15:30 Uhr | Rot-Weiss Essen      | 3:4       | Hannover 96              |
| Sa 27.08.1983, 15:30 Uhr | SC Charlottenburg    | 2:1       | SG Wattenscheid 09       |
| Sa 27.08.1983, 15:30 Uhr | SC Freiburg          | 3:2       | SG Union Solingen        |
| Sa 27.08.1983, 15:30 Uhr | FC 08 Homburg / Saar | 0:6       | Hertha BSC               |
| Sa 27.08.1983, 15:30 Uhr | SC Herford           | 0:3       | Karlsruher SC            |
| Sa 27.08.1983, 15:30 Uhr | SpVgg Fürth          | 2:1 n. V. | TuS Lingen               |
| Sa 27.08.1983, 15:30 Uhr | ASV Burglengenfeld   | 2:1 n. V. | KSV Baunatal             |
| Sa 27.08.1983, 15:30 Uhr | SV Arminia Hannover  | 1:2       | Spvgg. 03 Neu-Isenburg   |
| Sa 27.08.1983, 15:30 Uhr | SG Ellingen-Bonefeld | 2:3       | Holstein Kiel            |
| Sa 27.08.1983, 15:30 Uhr | FC Augsburg          | 2:1       | SpVgg Bayreuth           |
| Sa 27.08.1983, 17:00 Uhr | Werder Bremen        | 5:0       | SV Darmstadt 98          |
| So 28.08.1983, 11:00 Uhr | Hummelsbütteler SV   | 1:6       | Kickers Offenbach        |
| So 28.08.1983, 15:00 Uhr | FSV Frankfurt        | 1:3       | Arminia Bielefeld        |
| So 28.08.1983, 15:00 Uhr | Göttingen 05         | 4:2       | Eintracht Frankfurt      |
| So 28.08.1983, 15:00 Uhr | TuS Schloß Neuhaus   | 2:0       | BV 08 Lüttringhausen     |
| So 28.08.1983, 15:00 Uhr | Hassia Bingen        | 4:4 n. V. | 1. FC Bocholt            |

### Wiederholungsspiele
| Datum                    |                    | Ergebnis |               |
| ------------------------ | ------------------ | -------- | ------------- |
| Mi 21.09.1983, 17:00 Uhr | 1. FC Bocholt      | 3:2      | Hassia Bingen |
| Mi 21.09.1983, 20:00 Uhr | Bayer 05 Uerdingen | 2:0      | SV Sandhausen |

## 2. Hauptrunde
| Datum                    |                          | Ergebnis  |                      |
| ------------------------ | ------------------------ | --------- | -------------------- |
| Fr 07.10.1983, 19:30 Uhr | FC Augsburg              | 0:6       | FC Bayern München    |
| Fr 07.10.1983, 20:00 Uhr | Eintracht Braunschweig   | 2:1       | VfL Osnabrück        |
| Fr 07.10.1983, 20:00 Uhr | Alemannia Aachen         | 1:0       | SV Waldhof Mannheim  |
| Sa 08.10.1983, 14:00 Uhr | SC Charlottenburg        | 0:3       | FC Schalke 04        |
| Sa 08.10.1983, 15:00 Uhr | SV Heidingsfeld          | 1:3       | Hannover 96          |
| Sa 08.10.1983, 15:30 Uhr | Borussia Mönchengladbach | 3:0       | Arminia Bielefeld    |
| Sa 08.10.1983, 15:30 Uhr | 1. FC Köln               | 6:2       | Kickers Offenbach    |
| Sa 08.10.1983, 15:30 Uhr | SC Freiburg              | 1:4       | Hamburger SV         |
| Sa 08.10.1983, 15:30 Uhr | Karlsruher SC            | 5:4 n. V. | 1. FC Kaiserslautern |
| Sa 08.10.1983, 15:30 Uhr | ASV Burglengenfeld       | 0:3       | Werder Bremen        |
| Sa 08.10.1983, 15:30 Uhr | Holstein Kiel            | 1:2       | Bayer 05 Uerdingen   |
| Sa 08.10.1983, 15:30 Uhr | 1. FC Bocholt            | 3:1       | Stuttgarter Kickers  |
| Sa 08.10.1983, 15:30 Uhr | TuS Schloß Neuhaus       | 0:2       | Hertha BSC           |
| Sa 08.10.1983, 15:30 Uhr | SpVgg Fürth              | 1:0       | Rot-Weiß Lüdenscheid |
| Sa 08.10.1983, 15:30 Uhr | Spvgg. 03 Neu-Isenburg   | 0:1       | Göttingen 05         |
| So 09.10.1983, 14:00 Uhr | 1. FC Köln (A)           | 1:8       | VfB Stuttgart        |

## Achtelfinale
| Datum                    |                    | Ergebnis  |                          |
| ------------------------ | ------------------ | --------- | ------------------------ |
| So 18.12.1983, 14:00 Uhr | SpVgg Fürth        | 0:6       | Borussia Mönchengladbach |
| Sa 14.01.1984, 14:00 Uhr | 1. FC Bocholt      | 3:1 n. V. | Eintracht Braunschweig   |
| Sa 14.01.1984, 14:00 Uhr | Göttingen 05       | 0:1       | Hertha BSC               |
| Sa 14.01.1984, 15:30 Uhr | Bayer 05 Uerdingen | 0:0 n. V. | FC Bayern München        |
| Sa 14.01.1984, 15:30 Uhr | VfB Stuttgart      | 1:1 n. V. | Hamburger SV             |
| Sa 14.01.1984, 15:30 Uhr | Hannover 96        | 3:2       | 1. FC Köln               |
| Sa 14.01.1984, 15:30 Uhr | FC Schalke 04      | 2:1       | Karlsruher SC            |
| Di 31.01.1984, 20:00 Uhr | Alemannia Aachen   | 0:1 n. V. | Werder Bremen            |

### Wiederholungsspiele
| Datum                    |                   | Ergebnis  |                    |
| ------------------------ | ----------------- | --------- | ------------------ |
| Di 31.01.1984, 19:30 Uhr | FC Bayern München | 1:0       | Bayer 05 Uerdingen |
| Di 31.01.1984, 20:00 Uhr | Hamburger SV      | 3:4 n. V. | VfB Stuttgart      |

## Viertelfinale
| Datum                    |               | Ergebnis  |                          |
| ------------------------ | ------------- | --------- | ------------------------ |
| Sa 03.03.1984, 14:30 Uhr | 1. FC Bocholt | 1:2       | FC Bayern München        |
| Sa 03.03.1984, 15:30 Uhr | Hannover 96   | 0:1       | Borussia Mönchengladbach |
| Di 13.03.1984, 20:00 Uhr | Werder Bremen | 1:0       | VfB Stuttgart            |
| Mi 14.03.1984, 20:00 Uhr | Hertha BSC    | 3:3 n. V. | FC Schalke 04            |

### Wiederholungsspiel
| Datum                    |               | Ergebnis |            |
| ------------------------ | ------------- | -------- | ---------- |
| Di 27.03.1984, 20:00 Uhr | FC Schalke 04 | 2:0      | Hertha BSC |

## Halbfinale
| Datum                    |                          | Ergebnis  |                   |
| ------------------------ | ------------------------ | --------- | ----------------- |
| Di 01.05.1984, 18:00 Uhr | Borussia Mönchengladbach | 5:4 n. V. | Werder Bremen     |
| Mi 02.05.1984, 20:00 Uhr | FC Schalke 04            | 6:6 n. V. | FC Bayern München |

### Wiederholungsspiel
| Datum                    |                   | Ergebnis |               |
| ------------------------ | ----------------- | -------- | ------------- |
| Mi 09.05.1984, 20:00 Uhr | FC Bayern München | 3:2      | FC Schalke 04 |

## Finale
| Paarung                  | FC Bayern München – Borussia Mönchengladbach |
| Ergebnis                 | 1:1 n. V. (1:1, 0:1), 7:6 i. E. |
| Datum                    | Donnerstag, 31. Mai 1984 um 18:00 Uhr |
| Stadion                  | Waldstadion, Frankfurt am Main |
| Zuschauer                | 61.146 (ausverkauft) |
| Schiedsrichter           | Volker Roth (Salzgitter) |
| Tore                     | 0:1 Frank Mill (33.) 1:1 Wolfgang Dremmler (83.) Elfmeterschießen: Lothar Matthäus verschießt (über das Tor) 1:0 Søren Lerby 1:1 Kai Erik Herlovsen 2:1 Norbert Nachtweih 2:2 Uli Borowka 3:2 Wolfgang Grobe 3:3 Hans-Günter Bruns Klaus Augenthaler verschießt (Sude hält) 3:4 Wilfried Hannes 4:4 Karl-Heinz Rummenigge 4:5 Hans-Jörg Criens 5:5 Wolfgang Dremmler 5:6 Michael Frontzeck 6:6 Bernd Martin Norbert Ringels verschießt (Pfosten) 7:6 Michael Rummenigge |
| FC Bayern München        | Jean-Marie Pfaff – Klaus Augenthaler – Bernd Martin, Wolfgang Grobe – Wolfgang Dremmler, Wolfgang Kraus (46. Reinhold Mathy), Norbert Nachtweih, Bernd Dürnberger (59. Dieter Hoeneß) – Søren Lerby – Michael Rummenigge, Karl-Heinz Rummenigge Cheftrainer: Udo Lattek |
| Borussia Mönchengladbach | Ulrich Sude – Hans-Günter Bruns – Uli Borowka, Wilfried Hannes – Kai Erik Herlovsen, Lothar Matthäus, Winfried Schäfer (77. Norbert Ringels), Michael Frontzeck – Uwe Rahn (69. Hans-Jörg Criens) – Frank Mill, Ewald Lienen Cheftrainer: Jupp Heynckes |
| Gelbe Karten             | Karl-Heinz Rummenigge, Wolfgang Kraus, Wolfgang Grobe, Søren Lerby – keine |